# Tanji Bridge
Die Tanji Bridge ist eine Straßenbrücke im westafrikanischen Staat Gambia. Die rund 40 Meter lange und rund neun Meter breite Brücke überspannt den Fluss Tanji nördlich dem Ort Tanji unmittelbar an der Mündung des Flusses in den Atlantischen Ozean. Sie überführt die Coastal Road. Die Brücke wurde zwischen 1998 und 2000 erneuert.
Die ältere Tanji Bridge, die rund zehn Meter weiter östlich steht, wird nicht mehr benutzt.